# Keijiella oculiprominens
Genre
Espèce
Synonymes
- Nesticus oculiprominentis Saito, 1939
- Achaearanea palgongensis Seo, 1993

Keijiella oculiprominens, unique représentant du genre Keijiella, est une espèce d'araignées aranéomorphes de la famille des Theridiidae.

## Distribution
Cette espèce se rencontre au Japon, en Corée du Sud, à Taïwan, en Chine et au Laos.

## Description
Le mâle holotype mesure 2,7 mm
Les mâles mesurent de 1,8 à 2,5 mm et les femelles de 2,0 à 3,0 mm.

## Systématique et taxinomie
Cette espèce a été décrite sous le protonyme Nesticus oculiprominentis par Saito en 1939. Elle est placée dans le genre Achaearanea par Yoshida en 1991, dans le genre Parasteatoda par Yoshida en 2008. puis dans le genre Keijiella par Yoshida en 2016.
Achaearanea palgongensis a été placée en synonymie par Kim en 2021.

## Publications originales
- Saito, 1939 : « On the spiders from Tohoku (northernmost part of the main island), Japan. » Saito Ho-On Kai Museum Research Bulletin, vol. 18, (Zoology 6), p. 1-91.
- Yoshida, 2016 : « Parasteatoda, Campanicola, Cryptachaea and two new genera (Araneae: Theridiidae) from Japan. » Bulletin of the Yamagata Prefectural Museum, vol. 34, p. 13-30.